# يسبر سفينسون (لاعب البولنغ)
يسبر سفينسون (بالسويدية: Jesper Svensson)‏ هو لاعب البولنغ ‏ سويدي، ولد في 15 فبراير 1995 في فيمربي في السويد.